# Обласна військова адміністрація
Обласна військова адміністрація (ОВА) — місцева військова адміністрація, тимчасовий місцевий орган державної виконавчої влади, що входить до системи органів виконавчої влади України, утворений Президентом України Володимиром Зеленським 24 лютого 2022 року на виконання Закону України «Про правовий режим воєнного стану» для здійснення керівництва у сфері забезпечення оборони, громадської безпеки і порядку. У зв'язку з цим відповідні державні адміністрації та голови таких адміністрацій набули статусу відповідних військових адміністрацій та начальників таких військових адміністрацій.
Обласну військову адміністрацію очолює начальник, який призначається на посаду та звільняється з посади Президентом України за пропозицією Генерального штабу Збройних Сил України або відповідної обласної державної адміністрації.
Обласні військові адміністрації формуються з військовослужбовців військових формувань, осіб рядового і начальницького складу правоохоронних органів, служби цивільного захисту та найманих працівників. ОВА здійснюють повноваження, характерні для органів місцевої влади та місцевого самоврядування, з особливостями воєнного стану.

## Обласні військові адміністрації України
| ОВА               | Адреса, вебсайт, герб                                     | Керівники (П. І. Б., рік народження, термін на посаді, партійність) | Примітки |
| ----------------- | --------------------------------------------------------- | --- | -------- |
| Вінницька         | вул. Соборна, 70 www.vin.gov.ua                           | 1. Борзов Сергій Сергійович, 1980 р.н. |          |
| Волинська         | Київський майдан, 9 www.voladm.gov.ua                     | 1. Погуляйко Юрій Михайлович — 24 лютого 2022 — 8 листопада 2024 2. Рудницький Іван Львович — 8 листопада 2024 — |          |
| Дніпропетровська  | пр-т О. Поля, 1 adm.dp.gov.ua/                            | 1. Резніченко Валентин Михайлович — 24 лютого 2022 — 24 січня 2023 2. т.в.о. Орлов Володимир Володимирович — 24 січня 2023 — 7 лютого 2023 3. Лисак Сергій Петрович — 7 лютого 2023 — |          |
| Донецька          | б-р Пушкіна, 34 www.donoda.gov.ua                         | 1. Кириленко Павло Олександрович — 24 лютого 2022 — 5 вересня 2023 2. Мороз Ігор Вікторович (в. о.) — 5 вересня 2023 — 27 грудня 2023 3. Філашкін Вадим Сергійович — 27 грудня 2023 — |          |
| Житомирська       | майдан С. П. Корольова, 1 oda.zht.gov.ua/                 | 1. Бунечко Віталій Іванович, 1973 р.н. |          |
| Закарпатська      | пл. Народна, 4 carpathia.gov.ua/                          | 1. Микита Віктор Федорович — 24 лютого 2022 — 8 вересня 2024 2. Білецький Мирослав Золтанович — 8 вересня 2024 — 8 листопада 2024 (т.в.о), з 8 листопада 2024 — голова |          |
| Запорізька        | пр. Соборний, 164 www.zoda.gov.ua                         | 1. Старух Олександр Васильович — 24 лютого 2022 — 24 січня 2023 2. Малашко Юрій Анатолійович — 7 лютого 2023 — 2 лютого 2024 3. Федоров Іван Сергійович — 2 лютого 2024 — |          |
| Івано-Франківська | вул. М. Грушевського, 21 www.if.gov.ua                    | 1. Онищук Світлана Василівна |          |
| Київська          | площа Лесі Українки, 1 koda.gov.ua                        | 1. Кулеба Олексій Володимирович — 24 лютого 2022 — 15 березня 2022 2. Павлюк Олександр Олексійович — 15 березня — 21 травня 2022 3. Кулеба Олексій Володимирович — 21 травня 2022 — 24 січня 2023 4. т.в.о. Назаренко Дмитро Юрійович — 25 січня 2023 — 10 квітня 2023 5. Кравченко Руслан Андрійович — 10 квітня 2023 — 31 грудня 2024 6. Калашник Микола Володимирович — з 01 січня 2025 — 24 березня 2025 (як в.о.), з 24 березня 2025 — |          |
| Кіровоградська    | площа Героїв Майдану, 1 oda.kr-admin.gov.ua/              | 1. Чорна Марія Володимирівна — 24 лютого 2022 — 7 березня 2022 2. Райкович Андрій Павлович — 7 березня 2022 — |          |
| Луганська         | площа Героїв Великої Вітчизняної Війни, 3 www.loga.gov.ua | 1. Гайдай Сергій Володимирович — 24 лютого 2022 — 15 березня 2023 2. т.в.о. Смирнов Олексій Іванович — 16 березня 2023 — 12 квітня 2023 3. Лисогор Артем Володимирович — 12 квітня 2023 — 17 квітня 2025 4. Харченко Олексій Андрійович — 17 квітня 2025 — |          |
| Львівська         | вул. Винниченка, 18 www.loda.gov.ua                       | 1. Козицький Максим Зіновійович, 1981 р.н. |          |
| Миколаївська      | вул. Адміральська, 22 www.mykolayiv-oda.gov.ua            | 1. Кім Віталій Олександрович, 1981 р.н. |          |
| Одеська           | пр. Т.Шевченка, 4 oda.od.gov.ua                           | 1. Гриневецький Сергій Рафаїлович — 24 лютого 2022 — 1 березня 2022 2. Марченко Максим Михайлович — 1 березня 2022 — 15 березня 2023 3. Кіпер Олег Олександрович — 30 травня 2023 — |          |
| Полтавська        | вул. Соборності, 45 poda.gov.ua                           | 1. т.в.о. Лунін Дмитро Сергійович — 24 лютого 2022 — 10 жовтня 2023 2. Пронін Філіп Євгенович — 10 жовтня 2023 — 30 грудня 2024 3. в.о. Корольчук Богдан Леонідович — 30 грудня 2024 — |          |
| Рівненська        | майдан Просвіти,1 www.rv.gov.ua                           | 1. Коваль Віталій Станіславович — 24 лютого 2022 — 21 листопада 2023 року 2. Подолін Сергій Вікторович (в. о.) — 21 листопада 2023 року — 27 грудня 2023 року 3. Коваль Олександр Сергійович — з 27 грудня 2023 року — |          |
| Сумська           | пл. Незалежності, 2 sm.gov.ua                             | 1. Живицький Дмитро Олексійович — 24 лютого 2022 — 24 січня 2023 2. т.в.о. Савченко Тарас Григорович — 25 січня 2023 — 12 квітня 2023 3. Артюх Володимир Миколайович — 12 квітня 2023 — 17 квітня 2025 4. Григоров Олег Олексійович — 17 квітня 2025 — |          |
| Тернопільська     | вул. М.Грушевського, 8 oda.te.gov.ua                      | 1. Труш Володимир Любомирович — 24 лютого 2022 — 29 грудня 2023 2. Важинський Володимир Михайлович — 29 грудня 2023 — 24 серпня 2024 (.в.о) 3. Негода В'ячеслав Андронович (з 24 серпня 2024) |          |
| Харківська        | вул. Сумська, 64 kharkivoda.gov.ua                        | 1. Синєгубов Олег Васильович |          |
| Херсонська        | площа Свободи, 14 khoda.gov.ua                            | 1. Лагута Геннадій Миколайович — 24 лютого 2022 року — 9 липня 2022 року. 2. Бутрій Дмитро Стефанович — 9 липня — 2 серпня 2022 (т.в.о) 3. Янушевич Ярослав Володимирович — 2 серпня 2022 — 24 січня 2023 4. Прокудін Олександр Сергійович — 7 лютого 2023 — |          |
| Хмельницька       | площа Незалежності, 2 adm.km.ua                           | 1. Гамалій Сергій В'ячеславович — 24 лютого 2022 — 15 березня 2023 2. Тюрін Сергій Григорович — 16 березня 2023 — 2 травня 2024 (т.в.о), 2 травня 2024 — |          |
| Черкаська         | бульвар Т.Шевченка, 185 ck-oda.gov.ua                     | 1. Скічко Олександр Олександрович — 24 лютого 2022 — 1 березня 2022 2. Табурець Ігор Іванович — з 1 березня 2022 |          |
| Чернівецька       | вул. Грушевського, 1 http://bukoda.gov.ua                 | 1. Осачук Сергій Дмитрович (з 24 лютого 2022 р. - 13 липня 2022 р.) 2. Запаранюк Руслан Васильович (з 13 липня 2022 р. - донині) |          |
| Чернігівська      | вул. Т.Шевченка, 7 cg.gov.ua                              | 1. Чаус В'ячеслав Анатолійович |          |